# Chromis fatuhivae
Chromis fatuhivae är en fiskart som beskrevs av Randall 2001. Chromis fatuhivae ingår i släktet Chromis och familjen Pomacentridae. Inga underarter finns listade i Catalogue of Life.